# Solanum aethiopicum
Solanum aethiopicum là loài thực vật có hoa trong họ Cà. Loài này được L. miêu tả khoa học đầu tiên năm 1756.